# Стоянув (Лодзинське воєводство)
Стоянув (пол. Stojanów) — село в Польщі, у гміні Ґощанув Серадзького повіту Лодзинського воєводства.
Населення — 208 осіб (2011).
У 1975-1998 роках село належало до Серадзького воєводства.

## Демографія
Демографічна структура станом на 31 березня 2011 року:
|          | Загалом | Допрацездатний вік | Працездатний вік | Постпрацездатний вік |
| -------- | ------- | ------------------ | ---------------- | -------------------- |
| Чоловіки | 117     | 26                 | 73               | 18                   |
| Жінки    | 91      | 16                 | 51               | 24                   |
| Разом    | 208     | 42                 | 124              | 42                   |